# ルームサロン
ルームサロンは、大韓民国の風俗店。ホステス付きの個室クラブで、ホステスを店の外に連れ出し売春を行うこともある。料金は高額である。接待に使われることも多い。
大統領官邸の職員が「セックス接待」を受けたという疑惑があり、全職員に「ルームサロン出入り禁止令」が出された。

2010年3月8日の企画財政部のユン・ジュンヒョン長官との外信懇談会で、ウォール・ストリート・ジャーナルのエバン・ラムスタッド記者が、ルームサロンについて質問したことが、韓国を蔑視するものだとされ、企画財政部は外信記者クラブと同紙米国本社に抗議書簡を送り、同記者に対し報道資料などの情報提供を全面的に中止する措置をとった。